# لوئی دوم، پادشاه فرانسه
لوئی دوم (به فرانسوی: Louis II) مشهور به لوئی الکن (به فرانسوی: Louis le Bègue) (۱ نوامبر ۸۴۶ میلادی - ۱۰ آوریل ۸۷۹ میلادی) پادشاه فرانک باختری بین سال‌های ۸۷۷ تا ۸۷۹ میلادی بود.
وی از ۸۶۶ با درگذشت برادر جوان‌تر خود به عنوان پادشاه آکیتن تاجگذاری کرد و از ۸۷۷ که پدرش درگذشت به پادشاهی فرانک باختری رسید. او سه بار ازدواج کرد و پسرانش کارلمان دوم و لوئی سوم (هردو از همسر نخستش) و همچنین کوچک‌ترین پسرش شارل سوم - که پس از مرگ پدر زاده شد- به پادشاهی فرانسه رسیدند. او در ۸ دسامبر ۸۷۷ تاجگذاری کرد، ولی در ۸۷۸ برای بار دوم تاجگذاری نمود و اینبار پاپ ژان هشتم در تروا تاج را بر سر او گذارد.
لوئی را مردی با اعصاب ناراحت دانسته‌اند، وی تنها دو سال پس از مرگ پدر زنده ماند. او درگیری‌های اندکی داشت، بخش‌های بارسلون، خیرونا و بسالو را برای ویلفرد پشمالو گرفت. واپسین جنگ او با وایکینگ‌ها بود که به اروپا تاخته بودند. او اندکی پس از جنگ با اینان در اثر بیماری درگذشت.